# Haag an der Amper
Pour les articles homonymes, voir Haag.
Haag an der Amper est une commune de Bavière (Allemagne), située dans l'arrondissement de Freising, dans le district de Haute-Bavière.